# Френч-Пасс (пролив)
Френч-Пасс (англ. French Pass, «Французский проход», маори Te Aumiti) — узкий и опасный пролив, разделяющий новозеландские острова Д’Юрвиль и Южный. На западе пролив выходит в залив Тасман, на востоке — в пролив Кука.

## Открытие
Первым из европейцев, прошедших проливом, был французский путешественник Жюль Себастьен Сезар Дюмон-Дюрвиль, сделавший это в 1827 году во время своего второго плавания в Новую Зеландию. При прохождении через самое узкое место пролива его корвет «Астролябия» развернуло течением в сторону, и он перестал слушаться руля. Корвет дважды ударило о камни, а затем перебросило через риф. Мощь течения и сложность прохождения пролива заставила Дюмон-Дюрвиля заявить, что никому не следует ходить этим проливом за исключением случаев крайней необходимости.

## Описание
Пролив Френч-Пасс знаменит своими самыми быстрыми в Новой Зеландии приливно-отливными течениями, достигающими 8 узлов (4 м/с). В момент смены направления течения сила его такова, что может оглушить рыбу. Ширина пролива составляет 500 м, однако навигационный фарватер имеет ширину всего 100 м. В связи с тем, что в проливе Кука разница между высшей и низшей точками прилива и отлива достигает 2 м, а в заливе Тасман — 4 м, в проливе возникают перепады давления, вызывающие мощные кратковременные течения (разница во времени между достижениями крайних точек уровня воды на концах пролива может достигать 25 минут) — до 4 м/с в навигационном фарватере. В районе пролива имеются вертикальные ямы (до 100 м глубиной), в которых могут возникать вертикальные течения.